# Parti national (Canada)
Pour les articles homonymes, voir Parti national.
 (septembre 2011).
Si vous disposez d'ouvrages ou d'articles de référence ou si vous connaissez des sites web de qualité traitant du thème abordé ici, merci de compléter l'article en donnant les références utiles à sa vérifiabilité et en les liant à la section « Notes et références ».
Le Parti national est un parti politique canadien, fondé officiellement en janvier 1872, par la réunion d'anciens dissidents modérés des partis libéraux et conservateurs qui désiraient mettre les intérêts nationaux devant les intérêts partisans. Son chef était Honoré Mercier. Les résultats des élections fédérales de 1872 affaiblirent la flamme des jeunes Nationaux. Le Parti libéral absorba peu à peu le Parti national et ce jusqu'aux élections fédérales de janvier 1874.

## Histoire

### Fondation
C'est en décembre 1871 qu'Honoré Mercier, Louis-Amable Jetté, Joseph-François Perrault et Frédéric-Liguori Béique se réunissent pour la création prochaine d'un nouveau parti politique canadien. En janvier 1872, des assemblées de fondation officielle sont effectuées. Le 27 janvier 1872, Wilfrid Laurier accepte de faire partie du comité organisateur de la région de Québec.  

### Idéologie
À forte tendance réformiste et autonomiste, ce parti est composé de membres modérés libéraux et conservateurs qui voient en la composition de ce nouveau parti une option au gouvernement Conservateur  et un renouveau des vieilles bases du parti Libéral actuel.  La création de cet organe politique vise également à attirer la sympathie d'un clergé non sympathique à l'idéologie libérale.  Les vieux Libéraux appuient tout de même la démarche voyant en quelque sorte la possibilité de renouveler l’image du parti pour ainsi favoriser l’électorat à leur cause.  Le but visé étant principalement de soutirer des votes auprès des conservateurs et  de « placer l’intérêt national » au-dessus de celui du parti.  

### Des débuts prometteurs
Arthur Buies citera la même année : « L'organisation du Parti national était parfaite dans tous les détails, rigoureuse, animée d'un souffle ardent ». La preuve est que le 7 mars 1872, eut lieu un grand rassemblement de 2 000 personnes à Québec. L'élection générale se tint de juillet à octobre 1872. Durant les premières semaines du scrutin, des victoires impressionnantes, maintenaient haute et forte, la flamme des jeunes nationalistes. Laurier contribua fortement à l’élection du candidat du parti national, Pierre Nérée Dorion, dans la circonscription de  Drummond—Arthabaska. Mais la victoire la plus éclatante demeure celle Louis-Amable Jetté sur George-Étienne Cartier dans Montréal-Est.  

### Une doublure électorale du Parti libéral
Les résultats finaux du scrutin en octobre 1872, refroidirent tout de même plusieurs « Nationaux ». Quoique l'objectif était partiellement atteint. En effet, La majorité des conservateurs n’était plus que de huit sièges aux Communes. L’opposition ayant 9 députés de plus qu’en 1867. Cependant, les nationaux, n’ayant pas réussi à rallier leur cause un nombre assez important de conservateurs, il s’en trouve qu’au début des sessions parlementaires, le parti n’est au fond qu’une doublure électorale du parti libéral.  

### Une organisation affaiblie
Dès 1873, à la suite du scandale politique du chemin de fer du Canadien Pacifique et à la mort de George-Étienne Cartier, le parti conservateur s’en trouva fortement ébranlé. Les  libéraux y voient l’opportunité de renverser le gouvernement MacDonald. Le 5 novembre 1873, MacDonald démissionne de son poste de premier ministre du Canada. Le libéral Alexander Mackenzie, forme un cabinet intérimaire qui n’inclut  aucun membre du parti National. Le parti se voit donc assimilé par les Libéraux. 